# Bowie dodo
Espèce
Bowie dodo est une espèce d'araignées aranéomorphes de la famille des Ctenidae.

## Distribution
Cette espèce est endémique de la province de Nghệ An au Viêt Nam,. Elle se rencontre vers la réserve naturelle Pu Hoat.

## Description
La carapace du mâle holotype mesure 6,4 mm de long sur 5,0 mm et l'abdomen 5,1 mm de long sur 3,3 mm.

## Systématique et taxinomie
Cette espèce a été décrite par Jäger en 2022.

## Étymologie
Son nom d'espèce lui a été donné en référence à Dodo, la chanson de David Bowie.

## Publication originale
- Jäger, 2022 : « Bowie gen. nov., a diverse lineage of ground-dwelling spiders occurring from the Himalayas to Papua New Guinea and northern Australia (Araneae: Ctenidae: Cteninae). » Zootaxa, no 5170(1), p. 1-200.